# Basil Radford
Arthur Basil Radord (Chester, 25 de junho de 1897 — Londres, 20 de outubro de 1952) foi um ator inglês, ativo entre as décadas de 1930 e 1940.